# Lindö (Kökar, Åland)
Lindö med Ängholm och Södra Lindö skäret är en ö i Åland (Finland). Det ligger i Skärgårdshavet och i kommunen Kökar i landskapet Åland, i den sydvästra delen av landet. Ön ligger omkring 58 kilometer öster om Mariehamn och omkring 230 kilometer väster om Helsingfors.
Öns area är 81,2 hektar och dess största längd är 1,9 kilometer i öst-västlig riktning.

## Sammansmälta delöar
- Lindö 59°53′15″N 20°54′38″Ö / 59.8876°N 20.91066°Ö
- Ängholm 59°52′53″N 20°55′31″Ö / 59.88146°N 20.92521°Ö
- Södra Lindö skäret 59°53′06″N 20°54′12″Ö / 59.8851°N 20.90329°Ö